# Carbajales de Alba
Carbajales de Alba là một đô thị trong tỉnh Zamora, Castile và León, Tây Ban Nha. Dân số khoảng 556 người.